# Stenalia araxicola
Stenalia araxicola es una especie de coleóptero de la familia Mordellidae.

## Distribución geográfica
Habita en Armenia, Groenlandia, Creta, Irán,  Grecia, y los territorios que antes se llamaban URSS.